# Estação Buzenval
Buzenval é uma estação da linha 9 do Metrô de Paris, localizada no 20.º arrondissement de Paris.

## História

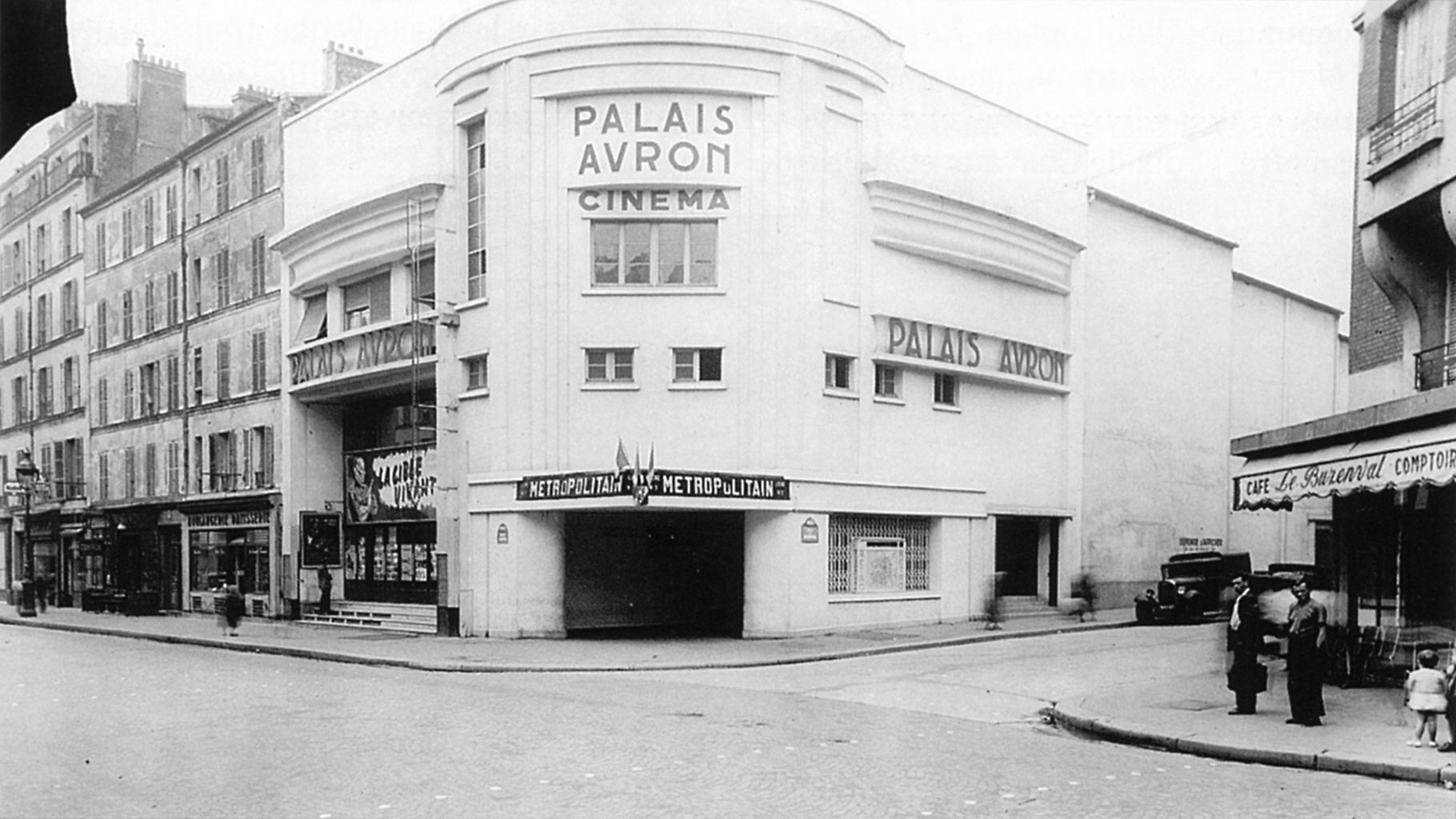
A entrada da estação, no final da década de 1940

A estação foi aberta em 10 de dezembro de 1933. Foi completamente renovada no final de 2008.
Ela deve seu nome à rue de Buzenval que atravessa a rue d'Avron, artéria aqui seguida subterraneamente pela linha de metrô.
Em 2011, 1 853 733 entraram nesta estação. Ela viu entrar 1 914 564 em 2013, o que a coloca na 251ª posição das estações de metrô por sua frequência em 302.

## Serviços aos passageiros

### Acessos
A estação tem dois acessos, dos quais o principal é um dos raros da rede a ser estabelecido dentro de um prédio (onde se leva à escada) no 35, rue d'Avron, na esquina com o 51, rue de Buzenval; o segundo tem uma escada rolante somente para saída em frente ao 28, rue d'Avron.

### Plataformas
Buzenval é uma estação de configuração padrão com duas plataformas laterais separadas pelas vias do metrô sob uma abóbada elíptica. A decoração é do estilo "Ouï-dire" vermelho, mas cujas rampas de iluminação da mesma cor, suportadas por consoles curvos em forma de foice, foram substituídas em 2008 por duas faixas brancas e arredondadas no estilo "Gaudin" da renovação do metrô da década de 2000. As telhas em cerâmica brancas são planas e recobrem os pés-direitos, a abóbada e os tímpanos. Os quadros publicitários são de cor vermelha e cilíndricas e o nome da estação é inscrito na fonte Parisine em placas esmaltadas. As plataformas são equipadas com assentos "Motte" e banquetas "assis-debout" vermelhas. Além dessa combinação única de estilos decorativos, a estação se distingue pela parte inferior de seus pés-direitos que é vertical e não elíptica.

### Intermodalidade
A estação é servida pelas linhas 57 e La Traverse de Charonne (501), sendo esta última uma linha urbana que fornece um serviço circular da place Gambetta através da parada Pyrénées - Docteur Netter.